# Ubisoft Bucharest
Ubisoft Bucharest (інколи зазначається як Ubisoft Romania) — дочірня компанія Ubisoft, яка займається розробкою відеоігор й розташовується в місті Бухарест, Румунія. Компанія була заснована 1992 року. Однією з найвідоміших ігрових серій компанії є «Silent Hunter», реалістичний симулятор підводних човнів (відеоігри серії виходять з 1996 року) і «Chessmaster» — шаховий симулятор, розвиток якого Ubisoft Bucharest, після інших студій, продовжила 2003 року. Станом на грудень 2008 року компанія налічувала 770 співробітників.

## Історія
Компанія була заснована в жовтні 1992 року як підрозділ французької компанії Ubisoft, що станом на той рік було першим підрозділом Ubisoft за межами Франції.
За всю історію існування, компанія, як і багато інших підрозділів Ubisoft, залучалась до розробок багатьох відомих серій відеоігор, наприклад, таких як: Tom Clancy's Ghost Recon, Just Dance, Assassin's Creed й Watch Dogs. Також, студія розроблювала PVP режими для Tom Clancy's Ghost Recon Wildlands та Assassin's Creed Origins й допомагала компанії Yvory Tower в розробці The Crew 2.

## Розроблені відеоігри
- 1996–2010 — Silent Hunter (серія відеоігор) (Microsoft Windows)
- 2003–2007 — Chessmaster (серія відеоігор) (Microsoft Windows, PlayStation 3, PSP, Xbox 360)
- 2000 — POD: Speedzone (Dreamcast)
- 2006 — Blazing Angels: Squadrons of WWII (Microsoft Windows, Xbox, Xbox 360)
- 2007 — Blazing Angels 2: Secret Missions of WWII (Microsoft Windows, Xbox 360, PlayStation 3)
- 2009 — Tom Clancy's HAWX (Xbox 360, PlayStation 3, Wii) (портування на Microsoft Windows — Ubisoft Ukraine)
- 2010 — Tom Clancy's HAWX 2 (Microsoft Windows, Xbox 360, PlayStation 3, Wii)[3]